# 杰夫·克罗斯
杰弗里·A·克洛斯（英語：Jeffrey A. Cross，1961年9月1日—），美国NBA联盟职业篮球运动员。他在1984年的NBA选秀中第3轮第14顺位被达拉斯小牛选中。